# Herbert Braunsteiner

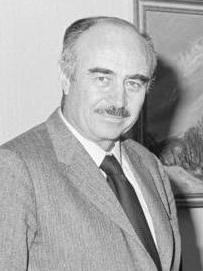
Herbert Braunsteiner (1980).

Herbert Braunsteiner (* 10. März 1923 in Wien; † 25. Juli 2006 in Bad Fischau-Brunn) war ein österreichischer Mediziner und Widerstandskämpfer gegen den Nationalsozialismus.

## Leben
Braunsteiner wuchs in bürgerlichen Verhältnissen in Wien auf und besuchte ab 1933 das Brigittenauer Gymnasium. Während der Zeit des autoritären Ständestaats war er Mitglied in einem Freikorps.
Nach dem „Anschluss“ Österreichs galt Braunsteiner, da seine Mutter Jüdin war, nach den Nürnberger Rassegesetzen als „Mischling ersten Grades“. Daher übersiedelte er im April zu Verwandten nach Paris und besuchte dort die Schule. Nachdem Frankreich Deutschland den Krieg erklärt hatte, meldete sich Braunsteiner im April 1940 zu einem Freiwilligenbataillon für Ausländer. Nach dem Waffenstillstand im Juni 1940 wurde er vom SD verhaftet und im Zwangslager Schirmeck interniert. Nach einigen Wochen gelang es Braunsteiner von dort zu flüchten und er versuchte sich nach Wien durchzuschlagen. In Freudenstadt wurde er erneut verhaftet, aber er konnte mit seinem Vater Kontakt aufnehmen, der schließlich über berufliche Verbindungen die Freilassung Herbert Braunsteiners erwirken konnte.
Im September 1940 war Braunsteiner wieder in Wien, wo er als Externist 1941 maturierte. Als „Mischling“ war er wehrunwürdig und durfte auch nicht studieren, daher nahm er eine Arbeit in der Firma seines Vaters auf. Über seinen früheren Religionslehrer Anton Maria Pichler und Johannes Eidlitz kam er in den Kontakt mit Widerstandskreisen und schloss sich der Gruppe „Österreichischer Kampfbund“ an, dem Flugblattaktionen und Sabotageakte in Rüstungsbetrieben zugeschrieben werden. Ebenfalls über Pichler lernte er Felix Hurdes kennen, sowie seine spätere Frau Elisabeth Schmitz (Tochter des früheren Wiener Bürgermeisters Richard Schmitz). 1944 kam er mit der Gruppe O5 in Kontakt. Über diese Kontakte war er während der Endphase der Kämpfe um Wien an den Vorbereitungen zur Gründung der Österreichischen Volkspartei (ÖVP) beteiligt, die am 17. April 1945 im Schottenstift erfolgte. Er war erster Sekretär von Hurdes und erster Jugendbundführer der ÖVP.
Im Mai 1945 wurde er von der ÖVP beauftragt, die neue Partei in den westlichen Bundesländern des nun besetzten Nachkriegsösterreichs bekannt zu machen. Dazu durchschwamm er die Enns als Grenze zwischen zwei Besatzungszonen. In Linz, Salzburg und Innsbruck traf er die von den Alliierten eingesetzten provisorischen Landeshauptmänner Heinrich Gleißner, Adolf Schemel und Karl Gruber und konnte bewirken, dass sich die ÖVP als bundeseinheitliche Partei herausbildete und verhindern, dass sich im Westen eine Gegenregierung zu der in Wien etablierte.

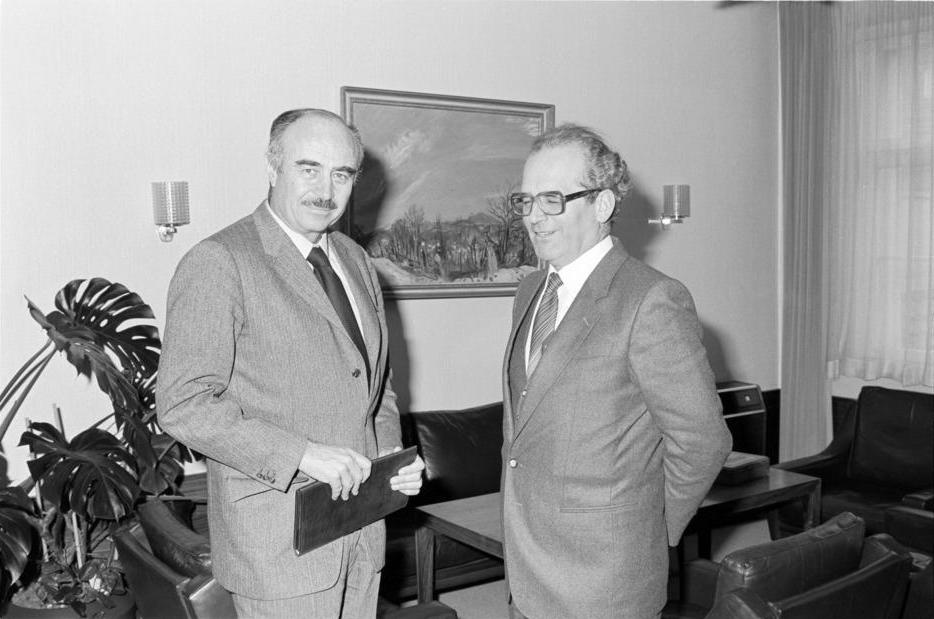
Herbert Braunsteiner (links) mit dem Vorarlberger Landeshauptmann Herbert Keßler.

Im Herbst 1945 konnte Braunsteiner ein Medizinstudium beginnen, das er in nur drei Jahren abschloss. 1949 erhielt er ein Stipendium für ein Krebsforschungsinstitut in Paris, wo er bis 1950 blieb. Zurück in Wien arbeitete er an der Universitätsklinik, 1953 ging er mit einem weiteren Stipendium für ein Jahr zu einem Krebsforschungsinstitut nach New York City. 1958 habilitierte sich Braunsteiner bei Karl Fellinger für Interne Medizin im Fachbereich Hämatologie mit einer Arbeit über Thrombasthenie. 1964 wurde er als Professor für Innere Medizin an die medizinische Fakultät der Universität Innsbruck berufen. 1967 bis 1972 wurde er Dekan an der Fakultät, 1979 bis 1981 war er Rektor der Universität. Von 1964 bis 1993 war er zugleich Vorstand der Medizinischen Universitätsklinik Innsbruck in der Anichstraße. Im Bereich der Forschung gelang ihm der Nachweis, dass sich Lymphozyten in Plasmazellen umwandeln können, und dass Monozyten aus dem Knochenmark stammen. Er war Verfasser von über 400 Fachpublikationen und Mitglied bzw. Ehrenmitglied zahlreicher in- und ausländischer Akademien und wissenschaftlicher Gesellschaften. 1978 wurde Herbert Braunsteiner in der Sektion Innere Medizin und Dermatologie zum Mitglied der Deutschen Akademie der Naturforscher Leopoldina gewählt.
1993 emeritierte er und kehrte nach Wien zurück. Danach war er Präsident des Obersten Sanitätsrats der Republik Österreich.
Herbert Braunsteiner starb 2006 im Sommerhaus der Familie und wurde am Grinzinger Friedhof begraben.

## Privatleben
Aus der ersten Ehe Herbert Braunsteiners gingen drei Töchter hervor. Nach dem frühen Tod seiner Frau Elisabeth im Jahr 1984 heiratete er erneut, aus der zweiten Ehe stammt ein Sohn. Er war Mitglied der katholischen Studentenverbindungen KÖStV Nibelungia Wien (seit 1945) und AV Austria Innsbruck (seit 1966) im ÖCV.

## Ehrungen
- mehrere Ehrendoktorate[2]
- Großes Silbernes Ehrenzeichen mit Stern der Republik Österreich[3]
- Verdienstorden des Großherzogtums Luxemburg: Großoffizier[3]
- Silvesterorden: Komtur mit Stern[3]
- 1995 wurde an der Stelle, wo er 1945 die Enns durchschwommen hatte, eine Gedenktafel enthüllt.[1]

## Belege
1. 1 2 3  Franz Lugmayer: Herbert Braunsteiner – ein Bote aus Wien für ein geeintes Österreich. In: Euro Journal. Linz – Mühlviertel – Böhmerwald. 11. Jahrgang, Nr. 1, 2005, S. 14 (ooegeschichte.at [PDF]).
2. 1 2  Prof. Herbert Braunsteiner. Medizinische Universität Innsbruck, 28. Juli 2006, abgerufen am 10. Oktober 2018.
3. 1 2 3 4  Dr. med. univ. Herbert Braunsteiner. In: club-carriere.com. Abgerufen am 10. Oktober 2018.

| Personendaten    | Personendaten                                                                   |
| ---------------- | ------------------------------------------------------------------------------- |
| NAME             | Braunsteiner, Herbert                                                           |
| KURZBESCHREIBUNG | österreichischer Mediziner und Widerstandskämpfer gegen den Nationalsozialismus |
| GEBURTSDATUM     | 10. März 1923                                                                   |
| GEBURTSORT       | Wien                                                                            |
| STERBEDATUM      | 25. Juli 2006                                                                   |
| STERBEORT        | Bad Fischau-Brunn                                                               |